# Achmim
El-Achmim of El-Achmîm (Arabisch: اخميم, van het Egyptische Chent-min, via het Koptische Chmin) is een stad in het Midden-Egyptische gouvernement Soehag. Oude Griekse namen voor de stad zijn Chemnis, Chemmis en Panopolis en het oude Egyptische Jpw en Hnt-Mnw. De stad bevindt zich op een puinheuvel te midden van een oud ruïneveld op de oostelijke oever van de Nijl, op ongeveer 6 kilometer ten noorden van de stad Soehag (via een brug over de Nijl bij de stad), ongeveer 200 kilometer ten noorden van Luxor, ongeveer 190 kilometer van Sioet en 114 kilometer ten noordwesten van Keneb. De stad telde 101.243 inwoners bij de volkstelling van 2006 tegen 84.778 bij die van 1996.

## Geschiedenis
In het oude Egypte stond de stad bekend als Ipu, Apu of Chent-min. Het vormde de hoofdstad van de negende nome van Opper-Egypte. Sommigen vermoeden dat het de woonplaats was van Joeja, de diplomaat ten tijde van Thoetmosis IV en Amenhotep III. De ithyfallische vruchtbaarheidsgod Min (die door de Grieken werd vereerd met de naam Pan) werd hier vereerd als "Heer van Ipu" en als "de sterke Horus". Herodotus vermeldt de tempel die gewijd was aan Perseus en beweert dat Chemnis bekend was om haar spelen ter ere van deze held en dat er prijzen werden uitgereikt. Er zijn enkele weergaven overgeleverd met de beeltenissen van Nubiërs en bewoners van Poent (het zuidelijk kustgebied van Soedan en de Eritrese kust) die in palen klimmen voor hun god Min. Min was met name een god van de woestijnroutes in het oosten van Egypte en het is goed mogelijk dat de handelende stammen de goddelijke festiviteiten aangrepen voor het doen van zaken en het vinden van vertier in Koptos (dat vlak bij Qina (Neapolis) lag en waar Min ook werd vereerd), meer nog dan in Achmim. Herodotus zou dus mogelijk Koptos kunnen hebben verwisseld met Chemnis. Strabo (17, 813) vermeldt het linnenweven en steenhakken als belangrijke activiteiten in Panopolis en het is dan ook niet helemaal vreemd dat op de begraafplaats van Achmim veel textiel is gevonden uit de Romeinse en Byzantijnse periode, dat ook werd geëxporteerd vanuit Egypte. De laat-Antieke en vroeg-islamitische textielvoorwerpen werden in 1891 ontdekt tijdens opgravingen door de Zwitserse archeoloog, verzamelaar en kunsthandelaar Robert Forrer, die ze doorverkocht aan talrijke Europese musea.
Bij de stad bevonden zich in de oudheid uitgestrekte necropolissen.
In de christelijke Koptische periode stond de stad bekend als Chmin of Shmin. Al vroeg verrezen een aantal kloosters bij de stad. De archimandriet Sjenoete van Atripe (348 - 466) was monnik in de nabijgelegen stad Athribis. Een aantal jaar eerder stierf de verbannen patriarch Nestorius van Constantinopel in de nabijheid van de stad op hoge leeftijd. Tegen het einde van de 4e eeuw werd de Griekse dichter Nonnus hier geboren. In de Byzantijnse periode vormde Panopolis de hoofdstad van de provincie Thebais van het bisdom Egypte. Panopolis is nog altijd een katholieke titulaire zetel, suffragaan van Antinoöpolis in Thebais Prima (Opper-Egypte I). Le Quien vermeldt drie bisschoppen uit Panopolis; Arius (een vriend van de heilige Pachomius, die drie conventen liet oprichten), Sabinus en Menas. Bij opgravingen in Achmim zijn vele christelijke manuscripten gevonden, waaronder fragmenten uit het Eerste boek van Henoch, het Evangelie, de Apocalyps van Petrus, de Besluiten van het Concilie van Efeze en andere christelijke inscripties.
Achmim had eens de reputatie de plaats te zijn waar de grootste magiërs van Egypte woonden. De oerslang van Achmim, een bovennatuurlijk wezen dat zich er zou bevinden, zou zijn beschouwd als een engel door islamieten en als een reïncarnatie van de demoon Asmodeus door christenen.
In de Grieks-Romeinse tijd bevond zich een van de grootste tempels van Egypte in de stad. Onder middeleeuwse Arabische schrijvers werden de ruïnes hiervan destijds beschreven als een wereldwonder. De ruïnes hiervan zijn nu bijna volledig verdwenen. In de late Middeleeuwen verdwenen vrijwel alle grote gebouwen uit de stad en werden hergebruikt voor andere doeleinden. De uitgestrekte begraafplaatsen van Achmim zijn nog altijd niet volledig onderzocht. In 1981 werd een deel van een verwoeste Grieks-Romeinse tempel blootgelegd, waarin zich kolossale standbeelden van Ramses II en Meritamen bevonden. Andere vondsten die over de loop van de tijd bij de stad zijn gedaan zijn onder andere een priesterstandbeeld van Nepherites I en een granietblok met een toewijdingsinscriptie van Psammuthis, een Opper-Egyptische regent tijdens de 29e dynastie. Ook bekend zijn de talrijke papyrus-oorkonden, die werden gevonden door lokale fellahs en door toedoen van de mislukte Egyptische Expeditie van Napoleon uit 1798 uiteindelijk in Groot-Brittannië belandden en zich nu in talrijke Europese musea bevinden.
In de 5e eeuw leed de stad onder aanvallen van de Blemmyers.
In 1907 was Achmim de grootste stad van Egypte aan de oostzijde van de Nijl en telde 23.795 inwoners, waarvan ongeveer een derde bestond uit Kopten. Achmim telt nu een aantal moskeeën en twee Koptische kerken, heeft een wekelijkse markt en produceert textielproducten, waaronder met name blauwe T-shirts en omslagdoeken met zijden randen, die vooral door de armere bevolkingsklassen van Egypte worden gedragen.
Buiten de stad bevinden zich de ruïnes van twee oude tempels. Op de westoever van de Nijl ligt een spoorverbinding naar Caïro en Aswan.